# 데이비드 아커

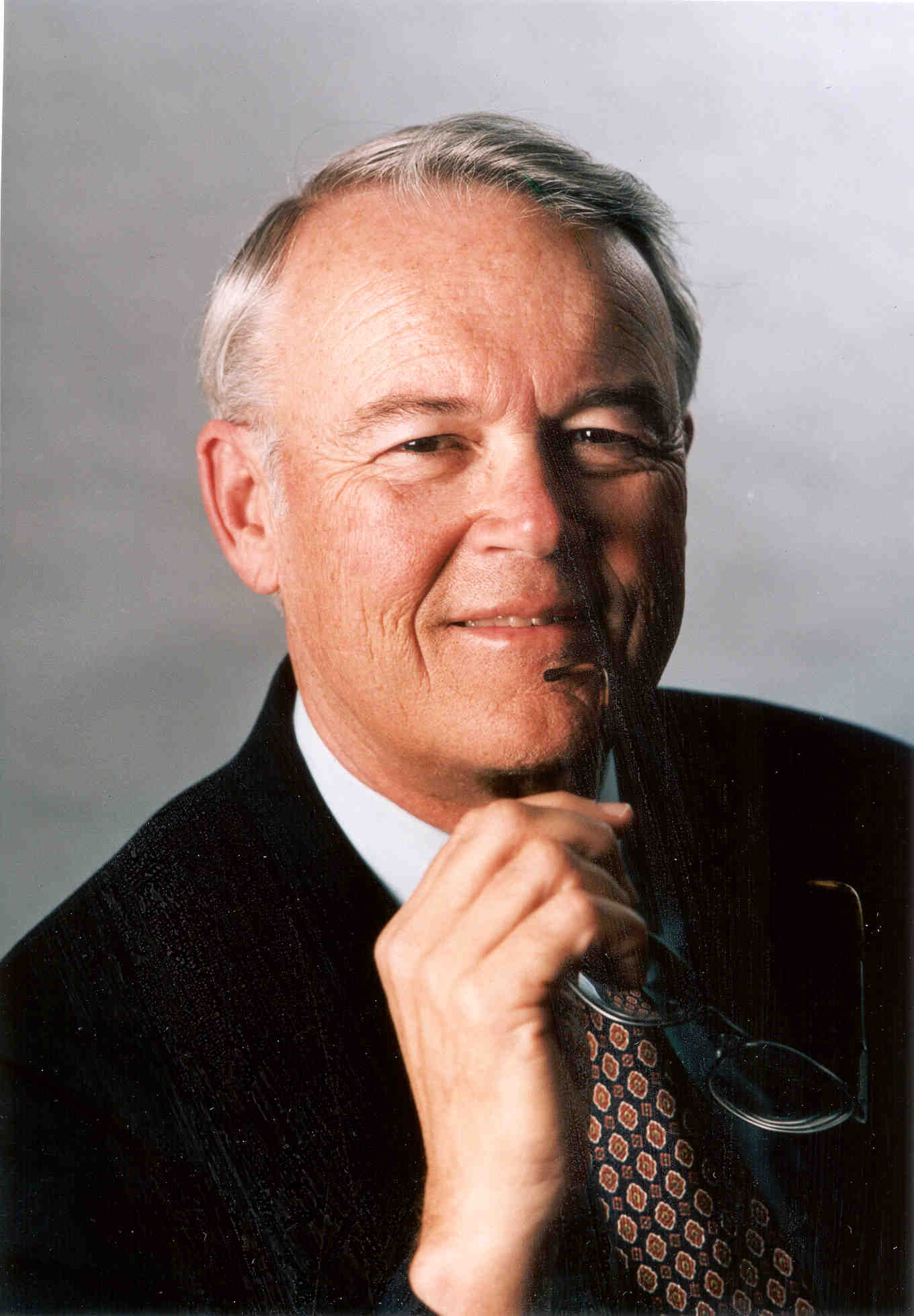

데이비드 아커(David Aaker, 1938년 2월 11일 ~ )는 미국의 사회과학자이다. 케빈 레인 켈러와 함께 브랜드 분야 3대 석학으로 꼽힌다.
브랜드 아이덴티티 개념을 최초로 제시하여 아이덴티티를 형성하려면 지속성, 일관성, 현실성을 갖춰야 한다고 주장했다.

## 데이비드 아커의 책
- 데이비드아커의 브랜드 경영
- 브랜드포트폴리오 전략
- 브랜드 리더쉽